# Electric Tepee
Electric Tepee es el decimoséptimo álbum de estudio de Hawkwind, lanzado por Essential en 1992.
Este es el primer álbum de Hawkwind como trío, con Dave Brock, Alan Davey y Richard Chadwick, miembros sobrevivientes de la formación anterior. 
El disco fue grabado en los Earth Studios, propiedad del guitarrista y líder Dave Brock, y se caracteriza por el uso masivo de secuenciadores, sintetizadores y computadoras.
"Rites of Netherworld" es una breve pieza basada en "La consagración de la primavera", del compositor ruso Ígor Stravinski.

## Lista de canciones
1. "L.S.D." (Richard Chadwick, Alan Davey) – 8:17
2. "Blue Shift" (Davey) – 4:17
3. "Death of War" (Rowntree, Dave Brock) – 4:47
4. "Secret Agent" (Brock) – 8:11
5. "Garden Pests" (Brock, Davey) – 2:09
6. "Space Dust" (Davey) – 5:18
7. "Snake Dance" (Harvey Bainbridge, Brock, Chadwick, Davey) – 3:54
8. "Mask of the Morning" (Brock) – 8:49
9. "Rites of Netherworld" (Brock) – 0:36
10. "Don't Understand" (Brock, Chadwick, Davey) – 7:04
11. "Sadness Runs Deep" (Brock) – 5:58
12. "Right to Decide" (Brock, Davey) – 4:25
13. "Going to Hawaii" (Brock, Chadwick, Davey) – 7:35
14. "Electric Tepee" (Brock) – 3:07

## Personal
- Dave Brock: guitarra, voz, teclados
- Alan Davey: bajo, teclados, voz
- Richard Chadwick: batería